# Ragnhild Skoftesdotter
Ragnhild Skoftesdotter , född 1100-talet, död 1100-talet, var en norsk stormannakvinna. 
Hon var dotter till Skofte Ogmundsson (ca. 1040–1103), gift med hövdingen Dag Eilivsson och mor till Gregorius Dagsson (död 1161). Enligt legenden hade hon del i sonens fejd med kung Sigurd Munn. När hennes syster Gyda efter en lång fejd fick sin fiende Gerstein mördad, bad hon sin syster om hjälp, eftersom Gerstein var far till kungens frilla och två av hans krigare: Gregorius var motvillig, men ska ha tvingats ta ställning av sin mor. 